# Biblioteka Narodowa Białorusi
Biblioteka Narodowa Białorusi (biał. Нацыянальная бібліятэка Беларусі) – biblioteka narodowa Republiki Białorusi z siedzibą w Mińsku.

## Historia
15 września 1922 roku Rada Komisarzy Ludowych BSRR wydała dekret O utworzeniu Białoruskiej Biblioteki Państwowej i obowiązkowej rejestracji wszystkich publikacji wydanych w BSRR, który stał się podstawą do zorganizowania biblioteki. Ponieważ nowo powstała republika nie miała funduszy w 1921 roku na Białoruskim Uniwersytecie Państwowym utworzono bibliotekę, która była jednocześnie biblioteką publiczną i uniwersytecką. Dlatego 15 września 1922 roku Rada Komisarzy Ludowych BSRR wydała kolejny dekret o utworzeniu Państwowej i Uniwersyteckiej Biblioteki. Pierwszą siedzibą biblioteki, która rozpoczęła działalność w lutym 1922 roku był Dom Jubileuszowy przy obecnej ulicy Niepodległości. Jej zbiory liczyły tylko 60 000 woluminów. Podejmowane akcje pozyskania nowych zbiorów przyniosły efekt i w 1926 roku zbiory biblioteki liczyły już 300 000 woluminów.
14 maja 1926 roku Rada Komisarzy Ludowych BSRR dekretem O reorganizacji białoruskiej biblioteki państwowej i uniwersyteckiej oddzieliła Bibliotekę Państwową od Uniwersytetu. Ponieważ zbiory biblioteki wzrosły w 1932 roku przy ulicy Armii Czerwonej według projektu białoruskiego architekta Georga Ławrowa zbudowano nowy budynek biblioteki. Równocześnie bibliotece nadano imię Włodzimierza Lenina. W latach 30. XX wieku biblioteka tworzy sieć biblioteczną otwierając filie m.in. w Witebsku (1929), Mohylewie (1935) i Homlu (1933).
Podczas II wojny światowej w wyniku działalności niemieckiego Sztabu Operacyjnego Rosenberga (Einsatzstab Rechsleiter Rosenberg) z Białorusi wywieziono większość zbiorów bibliotecznych. Także Biblioteka poniosła straty, część zbiorów udało się odnaleźć w Raciborzu.

## Nowy budynek biblioteki
W 1989 roku Rada Ministrów BSRR ogłosiła konkurs na nowy budynek biblioteki, który wygrał zespół dwóch architektów Michaiła Winahradaua i Wiktara Kramarenki. Ich projekt jest nazywany białoruskim diamentem. W 1991 roku Białoruś uzyskuje niepodległość i Biblioteka zaczyna pełnić rolę Biblioteki Narodowej. Dlatego w maju 1992 roku zmieniono nazwę biblioteki na Biblioteka Narodowa Białorusi. W 2002 roku dekretem prezydenta podjęto decyzję o budowie nowego budynku biblioteki według istniejącego projektu. Otwarcie miało miejsce 16 września 2006 roku.

## Galeria

Biblioteka Narodowa Białorusi
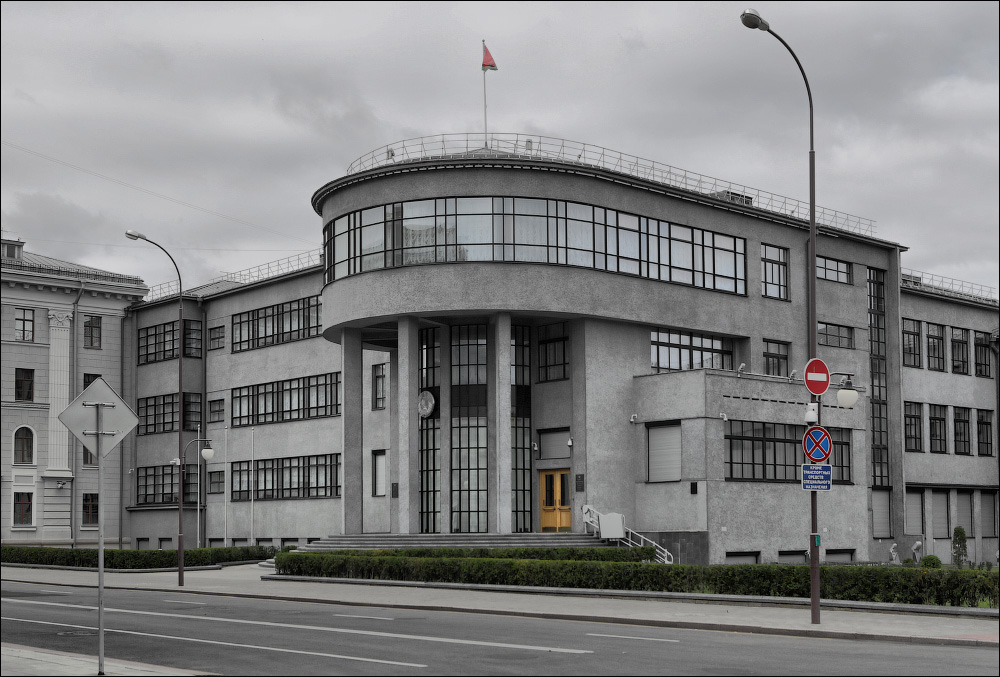
Stary budynek Biblioteki Państwowej w Mińsku.
Widok ogólny (2014).
Wejście główne (2012)
Widok z bliska (2010).
Widok z bliska (2016)
Najbliższe otoczenie (2015)
Pejzaż zimowy  (2010)
Pobliski Park Literatów (2013).
Widok w nocy (2016).